# Sadanga
Sadanga est une municipalité de 5e classe située dans la Mountain Province aux Philippines. Selon le recensement de 2010, elle est peuplée de 9 181 habitants.

## Barangays
Sadanga est divisée en 8 barangays.
- Anabel
- Belwang
- Betwagan
- Bekigan
- Poblacion
- Sacasacan
- Saclit
- Demang

## Démographie
| Année | Habitants | Évolution |
| ----- | --------- | --------- |
| 1995  | 8 373     | -         |
| 2000  | 8 596     | 2,66 %    |
| 2007  | 9 706     | 12,91 %   |
| 2010  | 9 181     | -5,41 %   |